# Plantago triandra
Plantago triandra är en grobladsväxtart. Plantago triandra ingår i släktet kämpar, och familjen grobladsväxter.

## Underarter
Arten delas in i följande underarter:
- P. t. masonae
- P. t. triandra